# Pfarrhaus (Euerdorf)

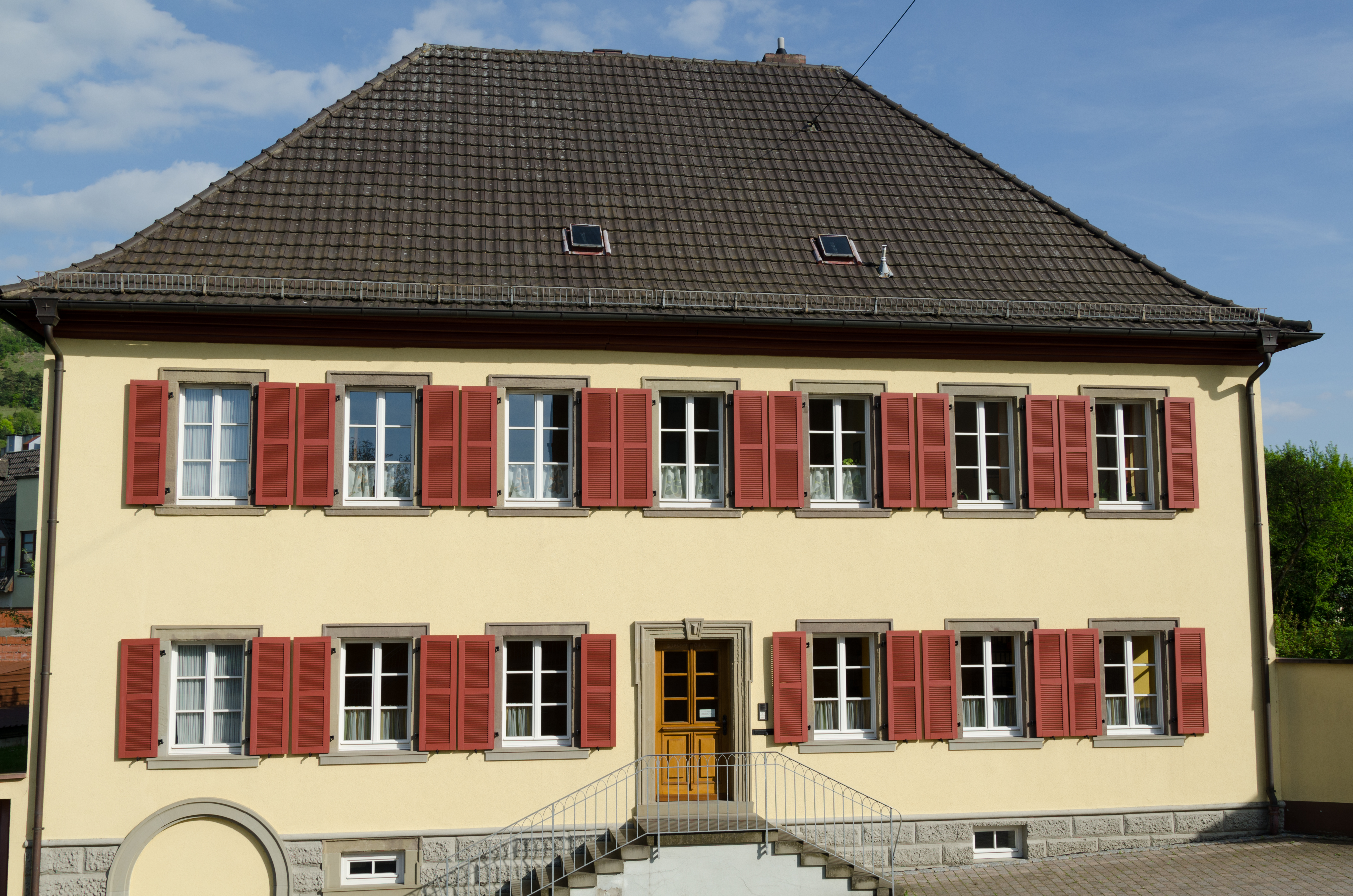
Pfarrhaus in Euerdorf

Das Pfarrhaus in Euerdorf, einer Marktgemeinde im unterfränkischen Landkreis Bad Kissingen in Bayern, wurde Ende des 18. Jahrhunderts errichtet. Das Pfarrhaus an der Hammelburger Straße 17, gegenüber der katholischen Pfarrkirche St. Johannes der Täufer, ist ein geschütztes Baudenkmal.
Der zweigeschossige, verputzte Walmdachbau besitzt sieben zu zwei Fensterachsen. Die Fenster und das Portal, das über eine Freitreppe zu erreichen ist, sind mit Sandsteinumrandungen versehen.